# Gianni Sedioli
Gianni Sedioli (Ravenna, 4 agosto 1966) è un fumettista italiano.
Debutta come disegnatore di fumetti nel 1992 con il settimanale per bambini Tiramolla. Nel 1994-'95 realizza Cronache di mondi fantasy per la Luca's Edizioni.  Per la Hobby&Work disegna due dei tre volumi della miniserie Steampunk. Nel 1996 fonda la Seagull Comics e produce The Witch e Sunglasses.
L'anno successivo inizia a collaborare con la Sergio Bonelli Editore lavorando per diverse testate e precisamente: Jonathan Steele, Legs Weaver e Zagor. Produce inoltre due episodi di Agenzia Incantesimi editi da Star Comics. 
Pubblicazioni 
1992 Tiramolla -”Bombarda e l'assalto alla diligenza” ed.Vallardi
1993 Tiramolla -”Tesori nascosti”
1993 Tiramolla -”Tiramolla e l'abominevole uomo delle nevi” ed.Vallardi
1993 Tiramolla”I racconti di Bombarda: Il prototipo XYZ” ed.Vallardi
1993Tiramolla “I racconti di Bombarda:Il Robot semi-automatico” ed.Vallardi
1993 Tiramolla  “Trappola mortale” ed.Vallardi
1994 Cronache di mondi fantasy” ed.Luca's edizioni
1994 Gli imbattibili “Metamorfosi” ed.Fenix
1995 Steampunk “L'ordine della pietra nera” ed. Hobby&Work
1995 Steampunk nr 3 “Ombre nella notte” ed. Hobby&Work
1996 The Witch nr1 “La notte della strega” ed.Seagull Comics
1997 Sunglasses “Supporters!” ed. Seagull Comics
1997 The Witch nr 2 “Risposte” ed. Seagull Comics
1997 Jonathan Steele “Grosso Guaio a Milano” ed.Club del Fumetto Milano
1998 Zona X nr.32 “La guardiana della Fonte” ed. SergioBonelli Editore
2000 JonathanSteele nr10 “Il laboratorio segreto” ed.Sergio Bonelli Editore
2000 Jonathan Steele nr11 “Il grande inganno”      ed.SergioBonelli Editore
2000 Jonathan Steele nr16” L'isola fuori dal tempo” ed. Sergio Bonelli Editore
2000 JonathanSteele nr 17 “Uomini Serpente”  ed.SergioBonelli Editore
2001 LegsWeaver nr69 “Spectrum” ed.SergioBonelliEditore
2002 Jonathan Steele nr34 “Vincitorio e Vinti” ed.SergioBonelli Editore
2002 Jonathan Steele nr40 “Grosso guaio a Hong Kong” ed.SergioBonelli Editore
2004 Zagor nr 514 “Neve rossa” ed.SergioBonelli Editore
2004 Zagor nr.515 “La valanga” ed.SergioBonelliEditore
2005 MaxiZagor nr.6 “Agenti Segreti” ed.SergioBonelli Editore
2005 AgenziaIncantesimi nr.1”l'uomo di ghiaccio” ed.StarComics
2006 Agenzia incantesimi nr.2 “Perdute” ed.Star Comics
2006 Zagor nr.545 “Il vagone blindato” ed.SergioBonelli Editore
2006 Zagor nr.546 “I rapinatori” ed.SergioBonelli Editore
2008 Zagor nr.563 “L'orda infernale” ed.SergioBonelli editore
2008 MaxiZagor nr.10 “Corsa mortale” ed.SergioBonelli Editore
2009 Zagor nr.564 “Sull'orlo del vulcano” ed.Sergio Bonelli Editore
2009 I misteri dei Musei “L'Ultimo custode” ed.Fernandel
2010 MaxiZagor nr.14 “l'uomo nel mirino” ed. SergioBonelliEditore
2013 Zagor nr.578 “La profezia” ed.SergioBonelli Editore
2013 Zagor nr.579 “il giorno del giuidizio” Ed.SergioBonelli editore
2013 Zagor nr.580 “Sotto i cieli del sud” Ed. SergioBonelliEditore
2013 Zagor nr.581 “La foresta di pietra” ed.SergioBonelliEditore
2014 MaxiZagor nr.21 “Spedizione di soccorso” ed.Sergio Bonelli editore
2014 ColorZagor nr.2 “il ritorno di Guthrum” ed.SergioBonelli Editore
2014 Zagor nr.582 “l'ora del destino” ed.Sergio Bonelli Editore
2015 Zagor nr.602 “Resurrezione” ed.Sergio BonelliEditore
2015 Zagor nr.603 “Nei sotterranei di altrove” ed.SergioBonelli Editore
2015 Zagor nr.604 “Mad Doctor” ed.SergioBonelli editore
2015 Zagor nr.605 “Finale di partita” ed.SergioBonelli Editore
2017 Magik Packaging System “Magic corner adventure” Graziani packaging-Keru
2017 ColorZagor nr5”L'antica maledizione” ed.Sergio Bonelli Editore
2017 MaxiZagor nr.31 “Voci sepolte” ed.SergioBonelli Editore
2017 SpecialeZagor nr.29 “La nave del mistero” SergioBonelli Editore
2018 Zagor collana Darkwood nr.1 “Il battello dei misteri” ed.SergioBonelli editore
2018 Zagor collana Darkwood nr.2 “Fulton River” ed.SergioBonelli Editore
2018 Zagor collana Darkwood nr.3 “l'agguato degli Huron” SergioBonelli Editore
2018 Zagor collana Darkwood nr.4 “Wendat, lo spietato” Sergio Bonelli Editore
2018Zagor collana Darkwood nr.5 “Il segreto del Riover Glory” ed.Swergi Bonelli Editore
2018 Zagor Collana Darkwood nr.6 “Atto finale” ed.Sergio Bonelli editore
2018 Maxi Zagor nr.34 “Aquila nera” ed.Sergiobonelli Editore
2018 Zagor nr.638 “Ombre sulla GoldenBaby” ed.SergioBonelli Editore
2018 Zagor nr.639 “Gli uomini serpente” ed.SergioBonelli Editore
2018 Zagor nr.640 “Il tempio delle mille morti” ed. Sergio Bonelli editore
2019 Zagor nr.648 "Mistero sul monte Naatani"
2019 Zagor nr.649 "I discepoli"
2019 Zagor nr.650 "Il destino di Hellingen"
2020 Zagor nr.662 "Creatura d'acqua"
2020 MaxiZagor nr.40 "Sezione Omega"
2021 Zagor nr.668 "I sette vikinghi"
2021 Zagor nr.669 "I demoni delle nebbie"
2021 Zagor nr. 670 "Le scogliere del male"
2022 Zagor contro Hellingen nr.6 "Il giorno dell'invasione"
2022 Zagor contro Hellingen nr. 7 "Il destino di Hellingen"
2022 Zagor Speciale nr.35 "Il battello dei  misteri"
2023 Zagor nr.743 "La banda degli assassini"
2024 Zagor nr.760 "Pioggia infernale"
2024 Zagor nr.761 "Incubo a Darkwood"
2024 Zagor nr.762 "La macchina dell'apocalisse"
2024 Zagor più  nr.14 "Ritorno alla città nascosta"